# 鹿島町上蔵持
鹿島町上蔵持（かしままち かみくらもち）は、福島県いわき市の大字である。郵便番号は971-8142。

## 地理
いわき市南東部の小名浜地区に属する。北で中央台鹿島、中央台高久、東で平上山口、平豊間、南で小名浜上神白、西で鹿島町下蔵持とそれぞれ隣接する。概ね町村制施行以前の磐前郡上蔵持村の流れを汲む地域である。矢田川支流の蔵持川上流域を範囲とする。谷あいのわずかな平野部には水田が広がり、山裾に住宅が建ち並ぶ。いわきニュータウンの造成に伴い区画の変更があったことで、域内に鹿島町下蔵持の飛地が存在する。小名浜岡小名内に所在するいわき東警察署及び小名浜に所在する小名浜消防署がそれぞれ管轄にあたる。

### 主な字
字
- 江名口
- 梅ノ木作
- 畑中

- 寺内
- 宮ノ下

### 河川
- 蔵持川（二級水系藤原川水系矢田川支流）

## 歴史
- 1879年1月27日 - 湯長谷藩領上蔵持村が福島県内における郡区町村制の施行により磐前郡の村となる[4]。
- 1889年4月1日 - 町村制の施行により上蔵持村が久保村、下蔵持村、船戸村、御代村、米田村、飯田村、走熊村、下矢田村、上矢田村、松久須根村、三沢村と合併し、磐前郡鹿島村が発足する。旧上蔵持村域は鹿島村の大字となる[4]。
- 1896年4月1日 - 磐前郡と周辺郡との合併により石城郡が発足し、石城郡鹿島村となる[4]。
- 1953年10月10日 - 石城郡小名浜町に編入され、小名浜町の大字となる[4]。
- 1954年3月31日 - 小名浜町が泉町、渡辺村、江名町と合併、磐城市が発足し、磐城市の大字となる[4]。
- 1966年10月1日 - 磐城市が平市・常磐市・内郷市・勿来市、石城郡小川町・遠野町・四倉町・川前村・田人村・好間村・三和村、双葉郡久之浜町・大久村と合併しいわき市となり、いわき市小名浜地区の大字となる[4]。
- 1988年12月 - 北部の丘陵地の一部が宅地造成に伴い中央台鹿島として分離され、小名浜地区から平地区へ移管される[5]。
- 1995年12月 - 北部の丘陵地の一部が宅地造成に伴い中央台高久として分離される[5]。

## 世帯数と人口
2023年10月31日現在の世帯数と人口は以下の通りである。
| 大字         | 世帯数 | 人口  |
| ------------ | ------ | ----- |
| 鹿島町上蔵持 | 40世帯 | 112人 |

## 小・中学校の学区
市立小・中学校に通う場合、学区は以下の通りとなる。
| 番地 | 小学校               | 中学校                     |
| ---- | -------------------- | -------------------------- |
| 全域 | いわき市立鹿島小学校 | いわき市立小名浜第一中学校 |

## 交通

### 道路
- 福島県道48号江名常磐線

## 施設
- 新常磐交通 いわき中央営業所